# Europäisches Olympisches Winter-Jugendfestival 2019/Biathlon
Beim Europäischen Olympischen Winter-Jugendfestival 2019 wurden fünf Wettbewerbe im Biathlon im Centru za nordijsko skijanje Dvorišta in Pale nahe Sarajevo ausgetragen.

## Bilanz

### Medaillenspiegel
| Platz  | Land        | Gold | Silber | Bronze | Gesamt |
| ------ | ----------- | ---- | ------ | ------ | ------ |
| 1      | Frankreich  | 2    | 1      | –      | 3      |
| 2      | Norwegen    | 2    | –      | –      | 2      |
| 3      | Deutschland | 1    | 1      | –      | 2      |
| 4      | Schweiz     | –    | 2      | –      | 2      |
| 5      | Slowenien   | –    | 1      | –      | 1      |
| 6      | Russland    | –    | –      | 2      | 2      |
| 7      | Finnland    | –    | –      | 1      | 1      |
| 7      | Österreich  | –    | –      | 1      | 1      |
| 7      | Ukraine     | –    | –      | 1      | 1      |
| Gesamt | Gesamt      | 5    | 5      | 5      | 15     |

### Medaillengewinner
Jungen
| Disziplin      | Gold         | Silber        | Bronze         |
| -------------- | ------------ | ------------- | -------------- |
| 12,5 km Einzel | Hans Köllner | Benjamin Menz | Stepan Kinasch |
| 7,5 km Sprint  | Éric Perrot  | Lovro Planko  | Ilja Anissimow |

Mädchen
| Disziplin    | Gold            | Silber    | Bronze            |
| ------------ | --------------- | --------- | ----------------- |
| 10 km Einzel | Noémie Remonnay | Lea Meier | Sofija Zypluchina |
| 6 km Sprint  | Hanna Børve     | Lea Meier | Anna Gandler      |

Mixed
| Disziplin                  | Gold                                                     | Silber                                                             | Bronze                                                                            |
| -------------------------- | -------------------------------------------------------- | ------------------------------------------------------------------ | --------------------------------------------------------------------------------- |
| 2 × 6 + 2 × 7,5 km Staffel | NorwegenFrida Dokken Hanna Børve Eirik Idland Morten Hol | FrankreichNoémie Remonnay Maya Cloetens Mathieu Garcia Éric Perrot | FinnlandHeidi Nikkinen Noora Kaisa Keränen Matias Maijala Ville-Valtteri Karvinen |